# Zorn (fiume)
La Zorn è un fiume francese che scorre nel dipartimento della Mosella e del Basso Reno nella regione del Grande Est e che sfocia nella Moder.

## Idronimo
La parola Zorn deriva dalla radice preceltica sur, che significa scorrere: l’idronimo è attestato dai documenti antichi come Sorn.

## Geografia
La Zorn ha origine presso Enteneck dalla confluenza di due corsi d’acqua, la Zorn Blanche e la Zorn Jaune, che nascono entrambi in Lorena: il secondo fra i due rappresenta il ramo principale. Il fiume scende in direzione nord raccogliendo piccoli affluenti, mentre da Lutzelbourg vira ad est per poi bagnare Saverne.
A Steinbourg riceve la Zinsel Meridionale da sinistra, poi da destra il Mosselbach a Dettwiller ed il Rohrbach ad Hochfelden. Continuando verso oriente, bagna Brumath, poi tra Weyersheim ed Herrlisheim vira a nord-est, quindi confluisce nella Moder a Rohrwiller.